# كيت هودسون (ممثلة)
كيت هودسون (بالإنجليزية: Kate Hodgson)‏ هي ممثلة بريطانية، ولدت في 30 أغسطس 1985 في إنجلترا في المملكة المتحدة.

## وصلات خارجية
- كيت هودسون على موقع IMDb (الإنجليزية)
- كيت هودسون على موقع كينوبويسك (الروسية)